# Mario José Barbieri
Mario José Barbieri fue un futbolista argentino que se desempeñaba como delantero. 

## Carrera
Comenzó su carrera futbolística en Rosario Central en donde debutó en Primera división en el año 1911. Defendió la camiseta auriazul desde 1911 hasta 1916, obteniendo el título de campeón de la Liga Rosarina de Fútbol (Copa Nicasio Vila) en 3 oportunidades, y la Federación Rosarina en una oportunidad. A nivel nacional, con los canallas obtuvo la Copa Dr. Carlos Ibarguren de 1915, y otras tres copas nacionales oficiales de relevancia.
En 1917 dejó Rosario y fue a jugar al fútbol de Buenos Aires: tuvo un paso por el Club Atlético Atlanta, y al año siguiente se fue a River Plate.

## Clubes
| Club            | País      | Año         |
| --------------- | --------- | ----------- |
| Rosario Central | Argentina | 1911 - 1916 |
| Atlanta         | Argentina | 1917        |
| River Plate     | Argentina | 1918        |

## Palmarés

### Con Rosario Central

#### Torneos nacionales oficiales
- Copa de Competencia (2): 1913 y 1916
- Copa Dr. Carlos Ibarguren (1): 1915[1]
- Copa de Honor (1): 1916

#### Torneos locales oficiales
- Liga Rosarina de Fútbol (3): 1914, 1915 y 1916
- Federación Rosarina de Football (1): 1913